# Wabash (rivière)
Pour les articles homonymes, voir Wabash.
 (janvier 2016).
Si vous disposez d'ouvrages ou d'articles de référence ou si vous connaissez des sites web de qualité traitant du thème abordé ici, merci de compléter l'article en donnant les références utiles à sa vérifiabilité et en les liant à la section « Notes et références ».
La Wabash (en anglais : Wabash River) ou Ouabache (du temps de la Nouvelle-France) est une rivière des États de l'Ohio, de l'Indiana et de l'Illinois longue de 810 kilomètres  C'est le principal affluent rive droite de la rivière Ohio, donc un sous-affluent du Mississippi.

## Parcours

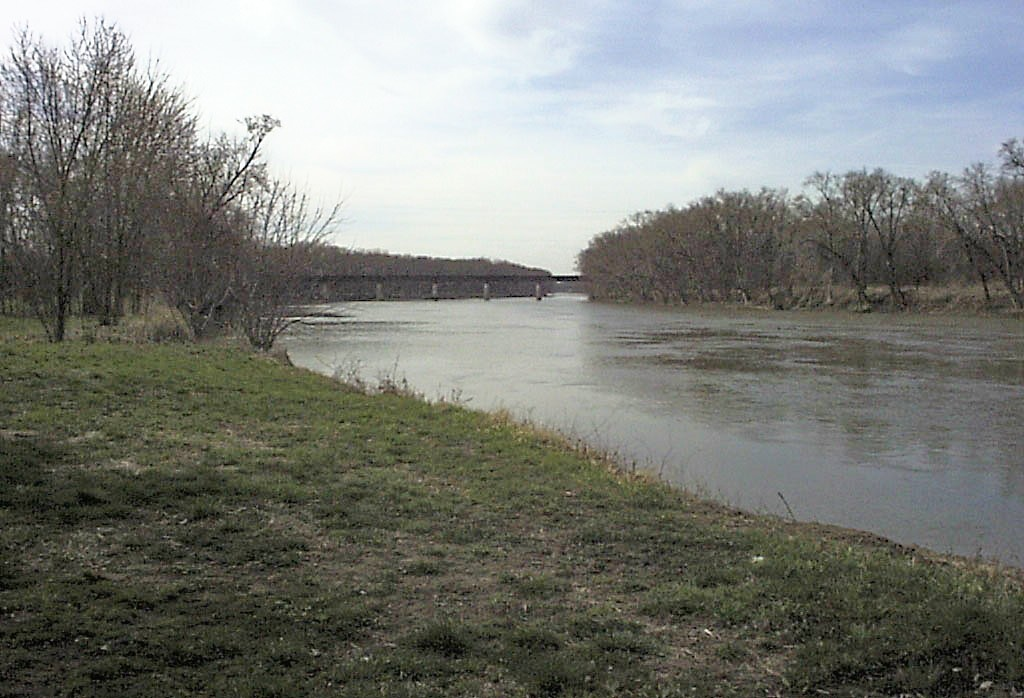
La rivière Wabash à Covington (Indiana).

La rivière Wabash prend sa source près de Saint Henry, dans l'Ohio, tout près de la frontière entre l'Ohio et l'Indiana. Elle entre après quelques kilomètres dans l'Indiana qu'elle traverse du nord-est au sud-ouest. Elle forme le sud de la frontière entre l'Illinois et l'Indiana puis se jette dans la rivière Ohio près de Uniontown (Kentucky).
Un barrage, situé près de Huntington, dans l'Indiana, permet de réguler le cours de la rivière. Ce barrage forme le lac J. Edward Roush.

## Histoire
Le nom Wabash correspond à l'orthographe anglaise du nom français de la rivière Ouabache. Les commerçants français avaient nommé cette rivière d'après le mot de langue Miami-illinois waapaahšiiki signifiant qui brille en blanc.
La rivière a été cartographiée et nommée par des explorateurs français du Mississippi, en incluant des sections qui maintenant font partie de la rivière Ohio. Pendant 200 ans, du milieu du XVIIe jusqu'au XIXe siècle, la rivière a été une voie commerciale majeure reliant le Canada, le Québec et les Grands Lacs au fleuve Mississippi.
Les rives de la rivière Wabash furent le théâtre de deux batailles, la défaite de St Clair (1791), et la bataille de Tippecanoe (1811). Ces deux batailles sont quelquefois appelées Bataille de la Wabash.

## Principaux affluents

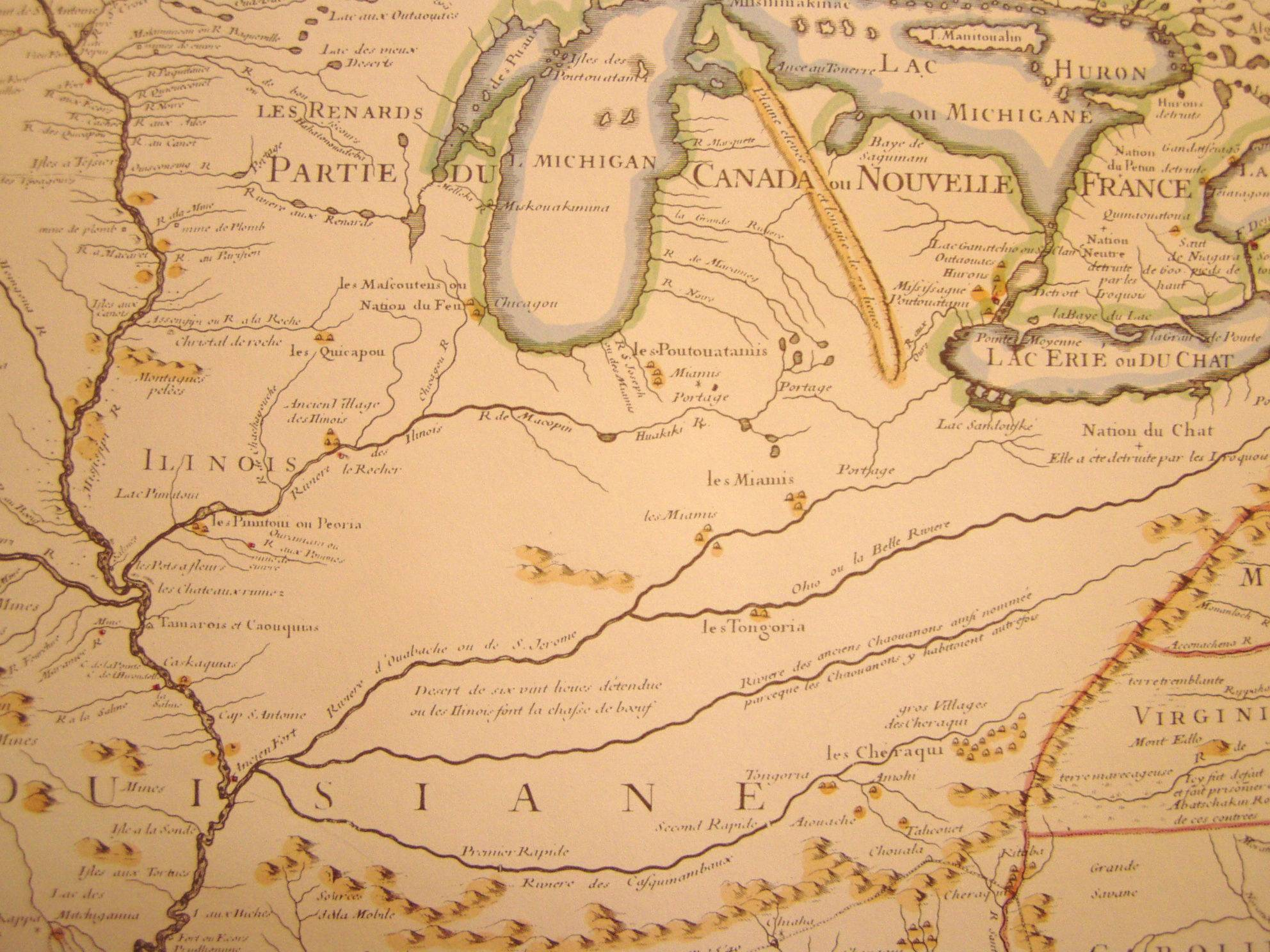
Ancienne carte française : la Wabash y est épelée Ouabache.

- Salamonie
- Mississinewa
- Tippecanoe
- White
- Patoka
- Embarras
- Little Wabash

## Principales villes traversées(d'amont en aval)
- Bluffton, Huntington, Wabash, Peru, Logansport, Lafayette, West Lafayette, Clinton, Terre Haute, Vincennes, Mount Carmel